# Waltherhornia
Waltherhornia speculifera es una especie de coleóptero adéfago de la familia Carabidae. Es el único miembro del género monotípico Waltherhornia.